# ピューマズ
ピューマズ（英: Pumas）は、南アフリカ共和国のムプマランガ州ムボンベラを拠点とするラグビーユニオンチーム。カリーカップに所属。

## 概要
南アフリカに14あるラグビーユニオン地域協会の1つ、ムプマランガ（Mpumalanga）協会の代表チーム。
ムプマランガ協会はムプマランガ州全域を管轄している。14地域協会の中では最も歴史が浅い。

## 歴史
1969年、サウスイースタン・トランスヴァール（南東トランスヴァール協会）として創設。
1997年、ムプマランガ・ピューマズに改称。
2015年、かつてカリーカップに次ぐ大会であったボーダコムカップ（1998年から2015年まで開催）を制した。
2020年、COVID-19パンデミックの影響でスーパーラグビーが中断され、解禁後に、スーパーラグビーに代わる南アフリカ国内大会「スーパーラグビー・アンロックト」が開催された。ピューマズは、スーパーラグビーのレギュラーメンバーであるブルズ、ストーマーズ、シャークス、ライオンズなどと共に同大会への出場を果たした。
2022年、初めてカリーカップ・プレミアディビジョン（1部）のタイトルを獲得した。

## タイトル
2022年7月現在
- カリーカップ
  - 優勝 1回：2022
- カリーカップ・ファーストディビジョン（2部）
  - 優勝 3回：2005, 2009, 2013
- ボーダコムカップ[注 1]
  - 優勝 1回：2015

## 歴代所属選手
- コンラッド・マライス
- レナルド・ボスマ（ ナミビア代表）
- ファフ・デ・クラーク
- コーネ・フーリー
- ヴィンセント・コッホ
- ゲリー・ラブスカフニ
- ニール・マレー
- ティアン・メイヤー
- ジャン・クロード・ルース
- ロスコー・スペックマン
- ヤコ・ファン・デル・ヴェストハイゼン
- トルステン・ファンヤースフェルト
- コンラッド・バンワイク
- ドウェイン・フェルミューレン